# Sungai Waruta
Sungai Waruta är ett vattendrag i Indonesien.   Det ligger i provinsen Papua, i den östra delen av landet, 3 700 km öster om huvudstaden Jakarta.